# James Henry (poeta)
James Henry (Dublino, 13 dicembre 1798 – Dublino, 14 luglio 1876) è stato un poeta, medico e latinista irlandese.

## Biografia
Appassionato di Virgilio, fu un singolare ed eccentrico personaggio che dopo aver esercitato la medicina per diversi anni (si era laureato al Trinity College di Dublino) volle dedicarsi allo studio dell'Eneide, trascorrendo diversi anni in varie città d'Europa alla ricerca dei manoscritti del poema latino.
Era suo costume viaggiare a piedi, quasi sempre con la figlia Katarine Olivia, che come le altre due non gli sarebbe sopravvissuta; attraversò per ben diciassette volte le Alpi.
Morì nel 1876; professava l'Unitarianismo.

## Opere
Un'antologia delle sue opere poetiche è stata pubblicata a cura di Christopher Ricks (Lilliput Press, Dublin, 2002), mentre la traduzione italiana dei suoi due poemi odeporici è apparsa di recente per la Libreria Editrice Marco Polo di Venezia:
- In viaggio con la Musa: Un viaggio a piedi da Karlsruhe a Bassano illustrato lungo il cammino (Thalia Petasata)
- Da Dresda a Venezia a piedi. Ancora in viaggio con la Musa (Thalia Petasata Iterum or a foot journey from Dresden to Venice described on the way in verse by James Henry, M.D., Leipzig, Giesecke & Devrient Printers, 1877) [1]